# Engelhard Arzneimittel
Engelhard Arzneimittel ist ein international tätiges, forschendes Pharmaunternehmen und Markenhersteller von OTC-Arzneimitteln. 1872 aus der Rosen-Apotheke in Frankfurt am Main entstanden und lange im Frankfurter Nordend ansässig, hat das Unternehmen seit 2000 seinen Sitz in Niederdorfelden im Main-Kinzig-Kreis. 

## Geschichte

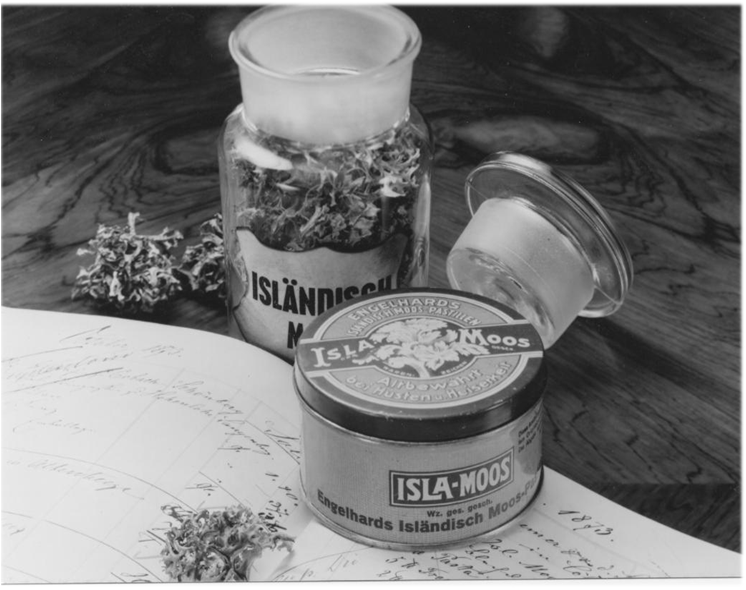
Isländisch Moos Pasta

Karl Philipp Engelhard

### Aufbau
Isländisch Moos Pasta, für die im Jahr 1868 die erste Bestellung verzeichnet werden konnte, wurde als eines der ersten Fertigarzneimittel gegen Husten und Heiserkeit vom Apotheker Karl Philipp Engelhard, einem Schüler von Justus von Liebig, in der von seinem Vater Georg Heinrich Engelhard gegründeten Rosen-Apotheke in Frankfurt am Main entwickelt. Drei Jahrzehnte später, in den 1890er Jahren, entwickelte Engelhard das Kinder- und Hautpflegemittel Dialon Puder, ein Präparat, das – ähnlich wie die ebenfalls in der Rosen-Apotheke hergestellten und vertriebenen Frankfurter Pillen – großen Absatz fand.
Im Jahr 1872 gründete der Apotheker Engelhard in Frankfurt am Main die Fabrik pharmazeutischer Präparate Karl Engelhard. Schon bald begann er als einer der ersten deutschen Unternehmer mit der maschinellen Fertigung von Tabletten auf teilweise selbst entwickelten Tablettenpressen. Da der Platz am ursprünglichen Standort der Rosen-Apotheke Am Salzhaus 3 zwischen Roßmarkt und Großem Hirschgraben bald zu eng wurde, wurde 1891 der Grundstein für einen Fabrikneubau am Sandweg gelegt.  1894 beantragte Karl Engelhard die Genehmigung zur Fortführung seines Unternehmens in den neuen Gebäuden.
Durch Reklameaktionen wurden seine Präparate populär. Der Dichter und Apotheker Theodor Fontane ließ in seinem 1906 postum erschienenen Roman Mathilde Möhring den stark erkälteten Bürgermeister ein Schächtelchen isländische Moospastillen zum Eislaufen mitnehmen.
1901 verkaufte Karl Engelhard die Rosen-Apotheke und widmete sich nun völlig der Arzneimittelfabrik. Zwei seiner drei Söhne und deren älteste Schwester Resi, Paul und Max Engelhard, traten mit neuen Ideen in die Fabrik ein. Mit Aufkommen der Inflation zog sich der Firmengründer Karl Engelhard in das Privatleben zurück und überließ das Unternehmen seinen Söhnen. Deren Söhne, Max und Karl Engelhard, traten 1939 in die Firmenleitung ein.

### Zweiter Weltkrieg und Wiederaufbau
Nachdem bereits am 4. Oktober 1943 durch einen Luftangriff auf Frankfurt am Main große Teile der Fabrik im Sandweg beschädigt worden waren, führte ein weiterer Bombenangriff im Januar 1944 zur Zerstörung von 70 bis 75 Prozent des Gebäudes. In Ausweichbetrieben in Lorsbach und Sprendlingen konnte die Produktion jedoch weitergeführt werden.
Unmittelbar nach dem Zweiten Weltkrieg begann der Wiederaufbau der Fabrik am Sandweg und bereits zum 75-jährigen Firmenjubiläum 1947 wurde auf den Grundmauern der alten Fabrik ein Neubau errichtet.

### Entwicklung bis heute
Durch die Aufnahme neuer Präparate wuchs das Unternehmen bald über das Vorkriegsniveau hinaus. Im Jahr 1950 wurde das Hustenmittel Prospan eingeführt, das auf einem Efeublätter-Trockenextrakt basiert und damals als wirksam gegen Keuchhusten, bei Bronchitis, Alters- und Raucherhusten beworben wurde; 1959 kamen das Wundheilmittel Tyrosur und 1979 die Hals-Lutschtablette Trachisan auf den Markt.
Zu den erfolgreichsten Produkten des Unternehmens zählen Prospan, Isla, Tyrosur und Esprico.
Im Jahr 1997 wurde ein neuer Produktionsbetrieb in Niederdorfelden in Betrieb genommen. 2000 zog das gesamte Unternehmen dorthin um.
Das Unternehmen wird heute von Oliver Karl Engelhard, Richard Mark Engelhard und Rolf Engelhard geführt. Das auch heute noch selbständige Familienunternehmen beschäftigt derzeit etwa 400 Mitarbeiter.
Engelhard exportiert seine Produkten in mehr als 100 Länder. Die wichtigsten Exportmärkte liegen dabei vor allem in Zentral- und Osteuropa, im Nahen Osten sowie in Lateinamerika.

## Therapiegebiete
Engelhard Arzneimittel erforscht, entwickelt und produziert Arzneimittel unter anderem gegen Atemwegs- und Hauterkrankungen, Aufmerksamkeitsstörungen und Verdauungsprobleme. Dabei bietet das Unternehmen pflanzliche sowie chemisch definierte Arzneimittel und Produkte aus den Bereichen Kosmetika und ergänzende bilanzierte Diät.